# Холмий
Холмий е химичен елемент от периодичната система със символ Ho и атомен номер 67. Той принадлежи към групата на лантанидите и се причислява към редкоземните елементи.